# Mosteiro de Cete
O Mosteiro de São Pedro de Cete, também conhecido como Igreja de São Pedro de Cete ou Igreja Paroquial do Mosteiro de Cete localiza-se em Cete, freguesia portuguesa do município de Paredes.
Edifício classificado como Monumento Nacional desde 1910, este Mosteiro integra a Rota do Românico do Vale do Sousa.

## História
Fundado no século IX, segundo a opinião de alguns investigadores, ou a finais do século X (985), segundo registos dessa época, teria sido uma basílica dedicada a São Pedro (Monasterio Sancti Petri de Ceti), ocupada por monges beneditinos.
No final do século XI o mosteiro foi reconstruído por ordem de Gonçalo Oveques.
Em finais do século XIII e princípios do século XIV a igreja sofreu uma grande remodelação, incluindo alteração no tamanho da nave, reconstrução da capela-mor e alteração da fachada do edifício.
O actual claustro, a torre e outros elementos do conjunto, são consequência dos restauros efectuados no século XV.
O mosteiro foi ocupado por membros da Ordem de São Bento até ao século XVI, altura em que D. João III transferiu a titularidade do edifício para o Real Colégio da Graça de Coimbra (Gracianos).

## Descrição
Monumento edificado nos estilos românico tardio e gótico. Igreja de nave única com tecto de madeira e capela-mor de dois tramos terminando em quarto de esfera.
Adossada ao lado Norte da fachada principal, ergue-se a torre quadrangular quatrocentista. De destacar a capela funerária contendo o túmulo de D. Gonçalo Oveques, com as paredes revestidas com azulejos mudéjares do século XVI e a pia baptismal. Da mesma época de edificação da torre, o claustro de um único piso.
Para além dos elementos já referidos, deste mosteiro resta ainda a sala do capítulo, que mais tarde passou a servir de sacristia.

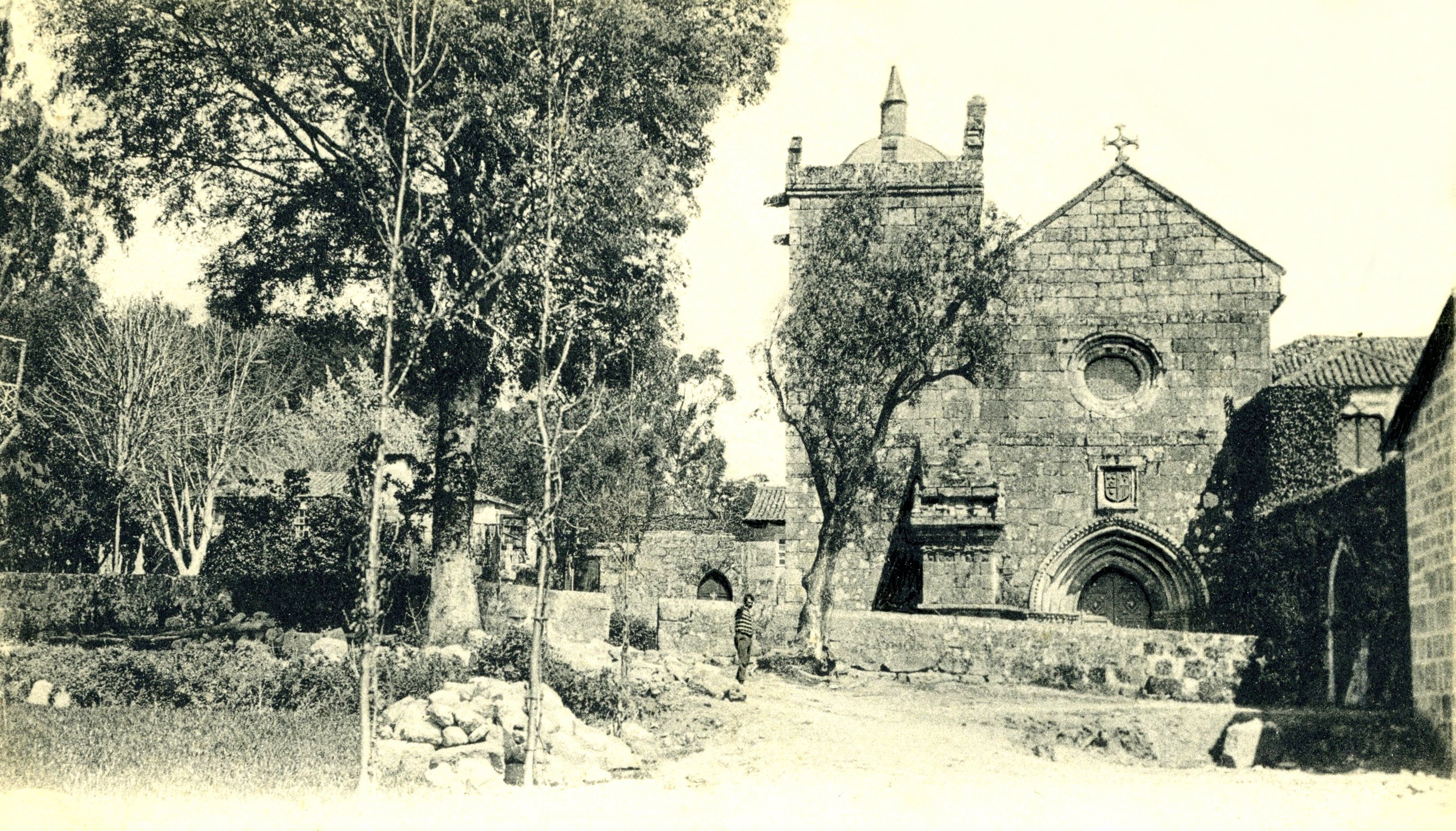
Mosteiro de Cete em 1905.
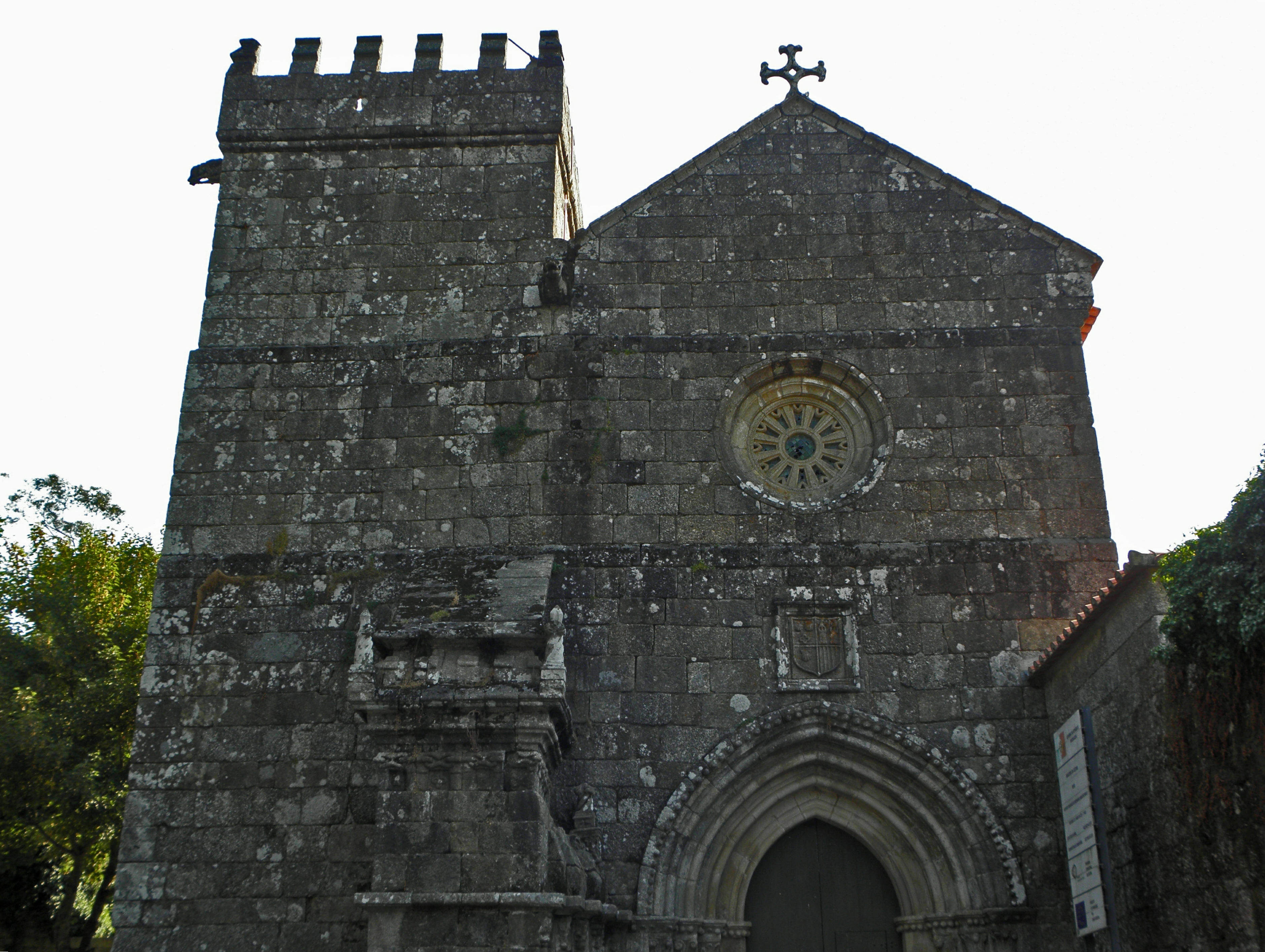
Fachada românica.
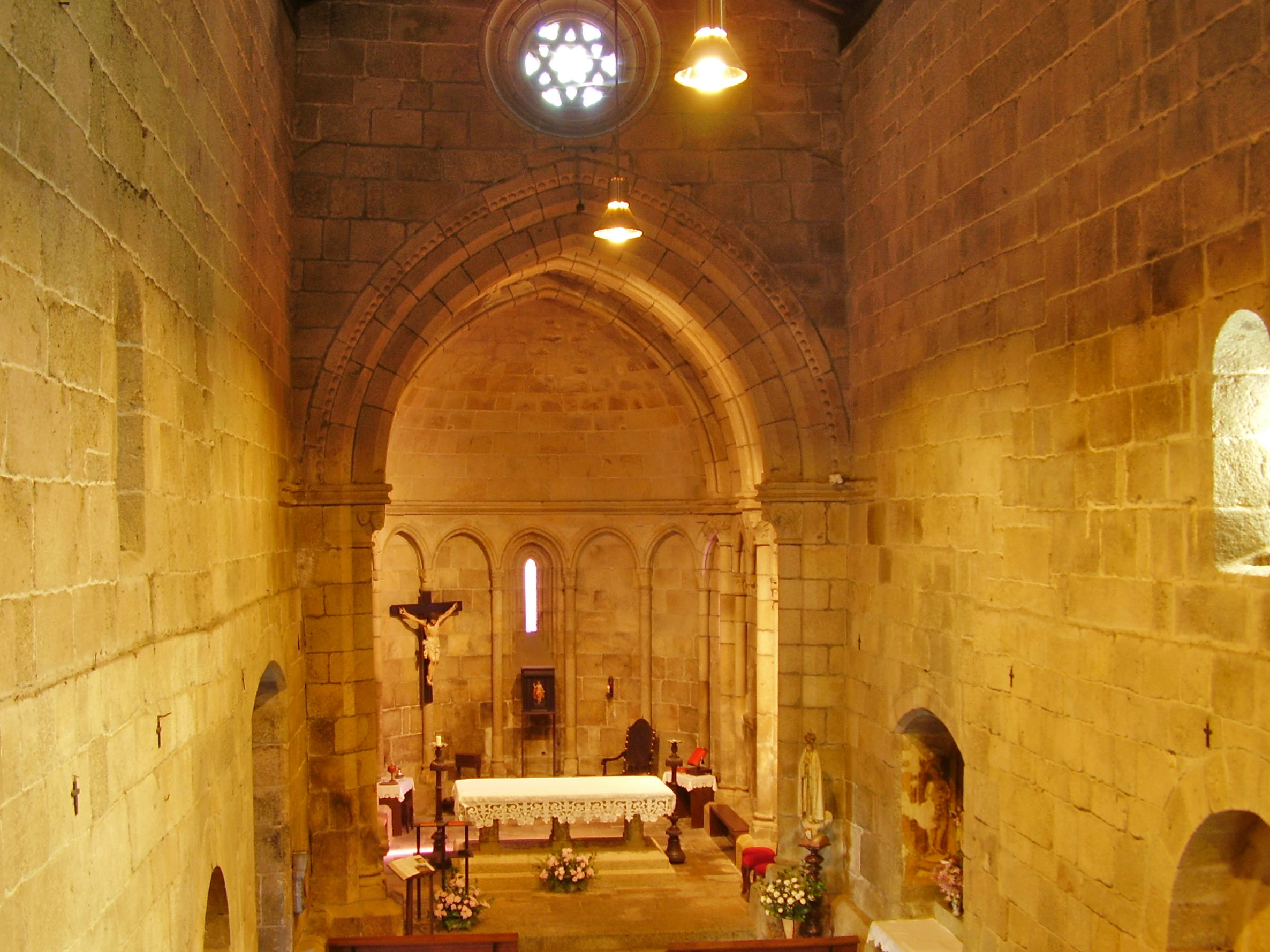
Interior da igreja.
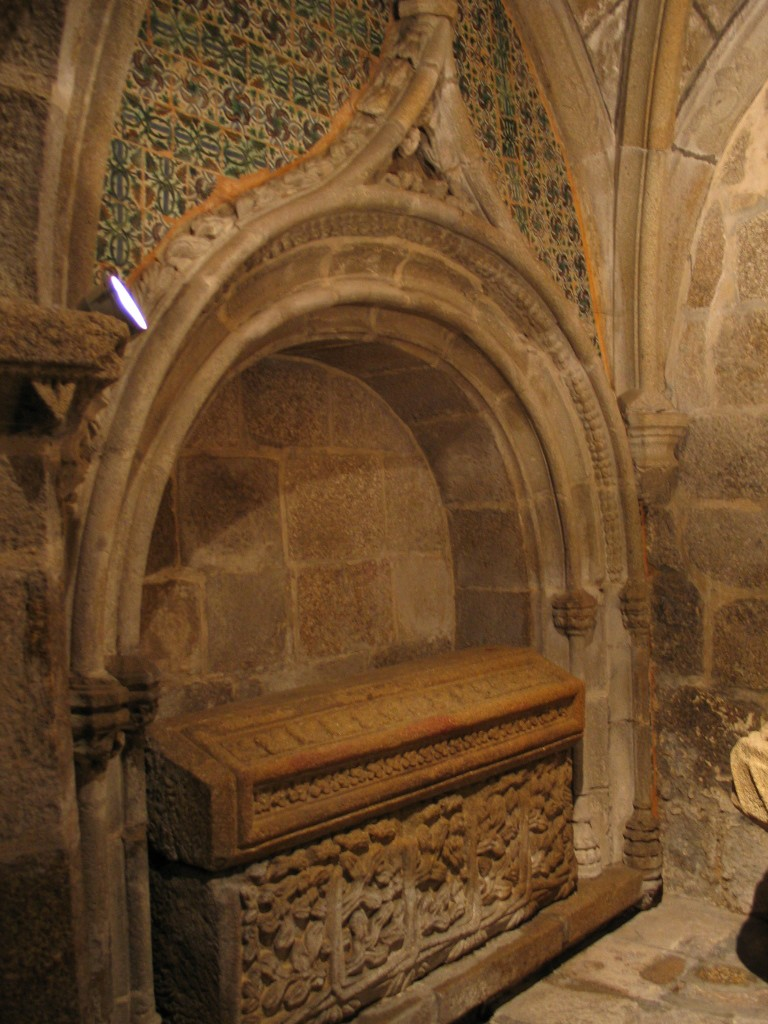
Arcossólio da capela funerária.
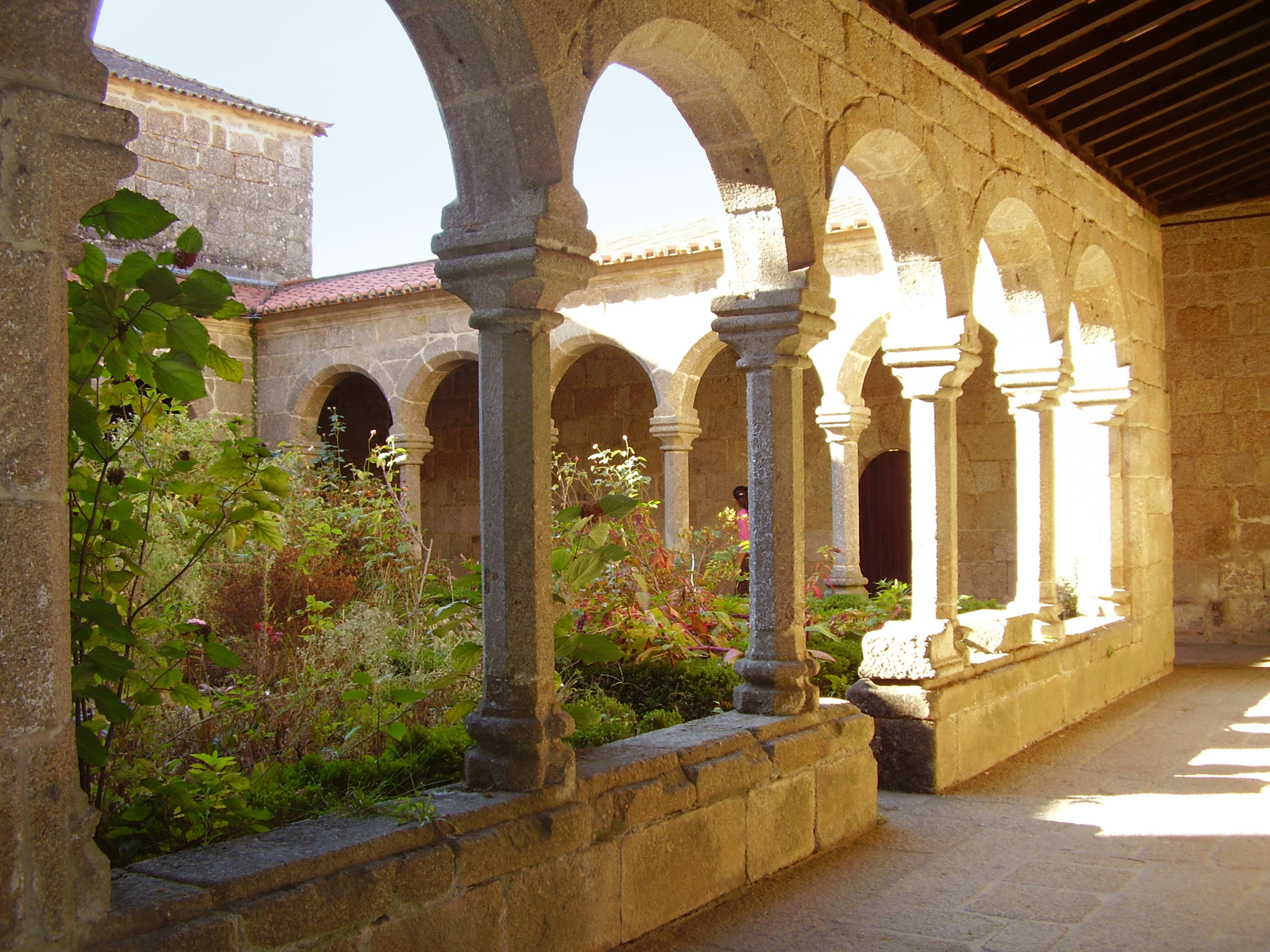
Claustro.